# Regulierung von künstlicher Intelligenz
Die Regulierung von künstlicher Intelligenz ist die Entwicklung von Strategien und Gesetzen auf Seiten des öffentlichen Sektors zur Förderung und Regulierung von künstlicher Intelligenz (KI); sie ist daher mit der allgemeinen Regulierung von Algorithmen verwandt. Die regulatorische und politische Landschaft für KI ist ein aufkommendes Thema in den verschiedenen Rechtssystemen weltweit, einschließlich der Europäischen Union (die über eine gesetzliche Regulierungsbefugnis verfügt) und in supranationalen Gremien wie dem IEEE, der OECD (die nicht über eine solche verfügen) und anderen. Seit 2016 wurde eine Reihe von Ethikrichtlinien für KI veröffentlicht, um die gesellschaftliche Kontrolle über die Technologie auch in Zukunft gewährleisten zu können. Eine Regulierung wird als notwendig erachtet, um KI einerseits zu fördern und andererseits die damit verbundenen Risiken zu managen. Neben der Regulierung müssen Organisationen, die KI einsetzen, eine zentrale Rolle bei der Entwicklung und dem Einsatz vertrauenswürdiger KI im Einklang mit den Grundsätzen einer solchen spielen und Verantwortung übernehmen, um die Risiken zu minimieren. Die Regulierung von KI durch Mechanismen wie Prüfungsausschüsse kann auch als sozialer Ansatz zur Lösung des KI-Kontrollproblems betrachtet werden.
Laut dem AI Index der Stanford University ist die Zahl der jährlich verabschiedeten Gesetze mit KI-Bezug in den 127 untersuchten Ländern von einem im Jahr 2016 auf 37 allein im Jahr 2022 gestiegen.

## Hintergrund
Experten und Befürworter der Bereiche verantwortungsvolle KI, KI-Ethik, Verbraucherschutz und Cybersicherheit haben mindestens seit den 1960er Jahren die Notwendigkeit von Leitplanken für die KI-Entwicklung betont. 2017 forderte Elon Musk eine Regulierung für die Entwicklung von KI. Laut NPR war der Tesla-CEO „keineswegs begeistert“ eine Forderung nach einer staatlichen Kontrolle zu stellen, die sich auf seine eigene Branche auswirken könnte, glaubte aber, dass die Risiken eines völligen Verzichts auf eine Aufsichtsinstanz zu hoch seien: „Normalerweise werden Regulierungen so eingerichtet, dass es, sobald ein paar schlimme Dinge passieren, einen öffentlichen Aufschrei gibt, und viele Jahre vergehen bis eine Regulierungsbehörde eingerichtet wird, um diese Branche zu regulieren. Das dauert ewig. In der Vergangenheit war das zwar schlecht, aber nicht etwas, das eine wesentliche Gefahr für die Existenz der Zivilisation darstellte.“ Daraufhin äußerten sich einige Politiker skeptisch über die Sinnhaftigkeit der Regulierung einer Technologie, die sich noch in der Entwicklung befindet. Sowohl auf Musk als auch auf die Vorschläge von Gesetzgebern der Europäischen Union vom Februar 2017, die eine Regulierung von KI und Robotik vorsahen, reagierte der CEO von Intel, Brian Krzanich, mit dem Argument, dass KI noch in den Kinderschuhen stecke und es zu früh sei, die Technologie zu regulieren. Anstatt zu versuchen, die Technologie selbst zu regulieren, schlugen einige Wissenschaftler vor, gemeinsame Normen zu entwickeln, einschließlich Anforderungen an die Prüfung und Transparenz von Algorithmen, möglicherweise in Kombination mit einer Art von Gewährleistungspflicht.
In einer Ipsos-Umfrage aus dem Jahr 2022 zeigte sich die Einstellung gegenüber KI je nach Land sehr unterschiedlich. 78 % der Chinesen, aber nur 35 % der Amerikaner stimmten zu, dass „Produkte und Dienstleistungen, bei denen KI zum Einsatz kommt, mehr Vorteile als Nachteile haben“. Eine Reuters/Ipsos-Umfrage aus dem Jahr 2023 ergab, dass 61 % der Amerikaner der Meinung sind, dass KI Risiken für die Menschheit birgt, während dies 22 % verneinten. In einer Fox News-Umfrage von 2023 hielten es 35 % der Amerikaner für „sehr wichtig“ und weitere 41 % für „einigermaßen wichtig“, dass die US-Regierung KI reguliert. 13 % hielten diesen Eingriff hingegen für „nicht sehr wichtig“ und 8 % für „überhaupt nicht wichtig“.

## Perspektiven
Die Regulierung von künstlicher Intelligenz ist die Entwicklung von Strategien und Gesetzen des öffentlichen Sektors zur Förderung und Regulierung von KI. Eine Regulierung wird heute allgemein als notwendig erachtet, um sowohl die Entwicklung von KI zu fördern als auch die damit verbundenen Risiken zu managen. Die Überlegungen der öffentlichen Verwaltung und der Politik konzentrieren sich im Allgemeinen auf die technischen und wirtschaftlichen Auswirkungen sowie auf vertrauenswürdige und am Menschen orientierte KI-Systeme, obwohl auch die Regulierung künstlicher Superintelligenzen in Betracht gezogen wird. Der grundlegende Regulierungsansatz konzentriert sich auf die Risiken und „kognitiven Verzerrungen“ (engl.: biases) von Algorithmen des maschinellen Lernens auf der Ebene der Eingabedaten, der Testung von Algorithmen und des Entscheidungsmodells. Er konzentriert sich außerdem auf die Erklärbarkeit der Ergebnisse.
Die Vorschläge zur Regulierung von KI betreffen sowohl die Kategorie des „Hard Law“ als auch die des „Soft Law“. Einige Rechtswissenschaftler haben festgestellt, dass Hard-Law-Ansätze zur Regulierung von KI mit erheblichen Herausforderungen verbunden sind. Zu den Herausforderungen gehört, dass sich die Technologie schnell weiterentwickelt, was dazu führt, dass herkömmliche Gesetze und Vorschriften oft nicht mit den neuen Anwendungen und den damit verbundenen Risiken und Vorteilen Schritt halten können. Ebenso stellt die Vielfalt der KI-Anwendungen eine Herausforderung für die bestehenden Regulierungsbehörden dar, die oft nur über einen begrenzten Zuständigkeitsbereich verfügen. Als Alternative argumentieren einige Rechtswissenschaftler, dass Soft-Law-Ansätze zur KI-Regulierung vielversprechend sind, da Soft-Laws flexibler an die Bedürfnisse der aufkommenden und sich entwickelnden KI-Technologie und der im Entstehen begriffenen Anwendungen angepasst werden können. Allerdings mangelt es Soft-Law-Ansätzen oft an substantiellem Durchsetzungspotenzial.
Cason Schmit, Megan Doerr und Jennifer Wagner schlugen die Schaffung einer quasi-staatlichen Regulierungsbehörde vor, wobei die Rechte an geistigem Eigentum (d. h. Copyleft-Lizenzen) bezüglich bestimmter KI-Objekte (d. h. KI-Modelle und Trainingsdatensätze) genutzt und die Durchsetzungsrechte an eine dafür offiziell ausgewiesene Einrichtung delegiert werden sollten. Sie argumentieren, dass KI unter Bedingungen lizenziert werden kann, die die Einhaltung bestimmter ethischer Praktiken und Verhaltenskodizes erfordern (z. B. Grundsätze des Soft Law).
Die Regulierung von KI könnte sich aus Grundprinzipien ableiten. Eine Metaanalyse des Berkman Klein Center for Internet & Society aus dem Jahr 2020 zu bestehenden Prinzipien, wie den Asilomar-Prinzipien und den Beijing-Prinzipien, hat acht solcher Grundprinzipien identifiziert: Datenschutz, Rechenschaftspflicht, Sicherheit, Transparenz und Erklärbarkeit, Fairness und Nichtdiskriminierung, Kontrolle der Technologie durch den Menschen, professionelle Verantwortung und Respekt für menschliche Werte. KI-Gesetze und -Vorschriften wurden in drei Hauptbereiche unterteilt: die Steuerung autonomer intelligenter Systeme, die Verantwortung und Rechenschaftspflicht für die Systeme sowie Fragen zum Schutz personenbezogener Daten und der Sicherheit. Ein Ansatz der öffentlichen Verwaltung sieht eine Beziehung zwischen KI-Gesetzen, der Regulierung von KI, der Ethik von KI, der „KI-Gesellschaft“, die definiert wird als Substitution von Arbeitskräften und Transformation des Arbeitsmarkts, der sozialen Akzeptanz und dem Vertrauen in KI sowie der Transformation der Interaktion zwischen Mensch und Maschine. Die Entwicklung von Strategien des öffentlichen Sektors für die Verwaltung und Regulierung von KI wird auf lokaler, nationaler und internationaler Ebene und in einer Vielzahl von Bereichen für notwendig erachtet, von der Verwaltung des öffentlichen Dienstes und der Rechenschaftspflicht über die Strafverfolgung, das Gesundheitswesen, den Finanzsektor, die Robotik, autonome Fahrzeuge, das Militär, bis hin zur nationalen Sicherheit und dem internationalen Recht.
Henry Kissinger, Eric Schmidt und Daniel Huttenlocher veröffentlichten im November 2021 eine gemeinsame Erklärung mit dem Titel „Being Human in an Age of AI“ (deutsch: Menschsein im Zeitalter der KI), in der sie eine Regierungskommission zur Regulierung von KI forderten.

## Als Reaktion auf das KI-Kontrollproblem
Die Regulierung von KI kann als positives gesellschaftliches Mittel zur Bewältigung des KI-Kontrollproblems (die Notwendigkeit, eine langfristig nutzenstiftende und an menschlichen Werten ausgerichtete KI zu gewährleisten) gesehen werden. Andere gesellschaftliche Reaktionen wie Nichtstun oder Verbote werden in diesem Kontext als nicht praktikabel und Ansätze wie die Verbesserung menschlicher Fähigkeiten durch transhumanistische Techniken wie Gehirn-Computer-Schnittstellen als potenziell ergänzend angesehen. Die Regulierung der Forschung im Bereich der allgemeinen künstlichen Intelligenz (engl.: artificial general intelligence; AGI) konzentriert sich auf die Rolle von Prüfungsausschüssen, von der Universitäts- oder Unternehmensebene bis hin zur internationalen Ebene, und auf die Förderung der Forschung im Bereich der KI-Sicherheit, zusammen mit der Möglichkeit eines differenzierten intellektuellen Fortschritts (Vorrang von Schutzstrategien vor risikoreichen Strategien bei der KI-Entwicklung) oder der Durchführung einer internationalen Aufsicht zur Gewährleistung einer AGI-Rüstungskontrolle. Beispielsweise wurde mit der „AGI-Nanny“, die potenziell unter der Kontrolle der Menschheit steht, eine Strategie vorgeschlagen, um die Schaffung einer gefährlichen Superintelligenz zu verhindern und andere große Bedrohungen für das menschliche Wohlergehen, wie die Unterwanderung des globalen Finanzsystems, zu bekämpfen, bis eine echte Superintelligenz auf sichere Weise entwickelt werden kann. Der Vorschlag beinhaltet die Schaffung eines übermenschlich intelligenten, aber nicht superintelligenten AGI-Systems, das mit einem großen Überwachungsnetz verbunden ist, um die Menschheit zu beobachten und vor Gefahren zu schützen. Die Regulierung sich ihrer selbst bewusster, ethisch reflektierter AGI konzentriert sich auf die Frage, wie eine solche KI in die bestehende menschliche Gesellschaft integriert werden könnte, und kann in Überlegungen zu ihrer rechtlichen Stellung und ihren moralischen Rechten unterteilt werden. Die Regulierung von KI wurde von manchen mit Verweis auf das Risiko, die Entwicklung von AGI zu verhindern, als restriktiv angesehen.

## Globale Handlungshilfen
Bereits 2017 wurde die Einrichtung eines globalen Gremiums zur Regulierung der KI-Entwicklung vorgeschlagen. Im Dezember 2018 kündigten Kanada und Frankreich Pläne für ein von der G7 unterstütztes International Panel on Artificial Intelligence (deutsch: internationales Gremium für Künstliche Intelligenz) an, das nach dem Vorbild des International Panel on Climate Change (IPCC) die globalen Auswirkungen von KI auf Menschen und Volkswirtschaften untersuchen und die KI-Entwicklung steuern soll. 2019 wurde das Gremium in Global Partnership on AI (GPAI; deutsch: Globale Partnerschaft für KI) umbenannt.
Das GPAI wurde im Juni 2020 ins Leben gerufen. Es verweist auf die Notwendigkeit, dass KI im Einklang mit den Menschenrechten und demokratischen Werten entwickelt werden muss, um das Vertrauen der Öffentlichkeit in die Technologie zu gewährleisten, so wie in den OECD-Grundsätzen für künstliche Intelligenz (2019) dargelegt wird. Die 15 Gründungsmitglieder des GPAI sind Australien, Kanada, die Europäische Union, Frankreich, Deutschland, Indien, Italien, Japan, die Republik Korea, Mexiko, Neuseeland, Singapur, Slowenien, die USA und das Vereinigte Königreich. Im Jahr 2023 hat die GPAI 29 Mitglieder. Das GPAI-Sekretariat wird von der OECD in Paris, Frankreich, geführt. Das Mandat der GPAI umfasst vier Themen, von denen zwei vom Internationalen Kompetenzzentrum für die Förderung der künstlichen Intelligenz in Montréal unterstützt werden, namentlich verantwortungsvolle KI und Data Governance. Ein entsprechendes Kompetenzzentrum in Paris wird die beiden anderen Themen zur Zukunft der Arbeit sowie zu Innovation und Kommerzialisierung unterstützen. Das GPAI untersuchte auch, wie KI genutzt werden kann, um auf die COVID-19-Pandemie zu reagieren.
Die KI-Grundsätze der OECD wurden im Mai 2019 und die KI-Grundsätze der G20 im Juni 2019 verabschiedet. Im September 2019 veröffentlichte das Weltwirtschaftsforum zehn „KI-Leitlinien für das öffentliche Beschaffungswesen“. Im Februar 2020 veröffentlichte die Europäische Union ihren Entwurf eines Strategiepapiers zur Förderung und Regulierung von KI.
Bei den Vereinten Nationen (UN) haben mehrere Einrichtungen damit begonnen, Aspekte der KI-Regulierung und -Policy zu fördern und zu erörtern, darunter das UNICRI Centre for AI and Robotics (deutsch: UNICRI-Zentrum für KI und Robotik), das in Zusammenarbeit mit INTERPOL im April 2019 den Bericht AI and Robotics for Law Enforcement und im Mai 2020 den Folgebericht Towards Responsible AI Innovation herausgab. Auf der 40. wissenschaftlichen Tagung der UNESCO im November 2019 begann die Organisation einen zweijährigen Prozess, um ein „globales standardisierendes Instrument zur Ethik der künstlichen Intelligenz“ zu schaffen. Um dieses Ziel zu erreichen, wurden UNESCO-Foren und -Konferenzen zum Thema KI abgehalten, um die Ansichten der Interessengruppen einzuholen. Im September 2020 wurde ein Entwurf für eine Empfehlung der Ad-hoc-Expertengruppe der UNESCO zur Ethik der KI veröffentlicht, der auch eine Aufforderung zur Schließung von Gesetzeslücken enthielt. Die UNESCO legte ihren Vorschlag für ein internationales Instrument zur Ethik der KI auf ihrer Generalkonferenz im November 2021 zur Verabschiedung vor, wo dieser anschließend angenommen wurde. Während die Vereinten Nationen bei der globalen Steuerung von KI Fortschritte machen, sind ihre institutionellen und rechtlichen Möglichkeiten zur Eindämmung des existenziellen Risikos durch KI eher begrenzt.
AI for Good, eine Initiative der Internationalen Fernmeldeunion (ITU) in Zusammenarbeit mit 40 UN-Schwesterorganisationen, ist eine globale Plattform, die darauf ausgerichtet ist, praktische Anwendungen der KI zu identifizieren, um die Ziele der Vereinten Nationen für nachhaltige Entwicklung voranzubringen, und die so ermittelten Lösungen zu skalieren, um Effekte von globaler Tragweite zu erzielen. Es handelt sich um eine handlungsorientierte, globale und integrative Plattform der Vereinten Nationen, die die Entwicklung von KI fördert, um positive Auswirkungen auf Gesundheit, Klima, Gleichberechtigung, integrativen Wohlstand, nachhaltige Infrastruktur und andere globale entwicklungspolitische Prioritäten zu erzielen.
Jüngste Forschungsergebnisse deuten darauf hin, dass Länder auch damit beginnen werden, KI als Instrument für die nationale Cyberverteidigung einzusetzen. KI ist ein neuer Faktor in der Cyberwaffenindustrie, da sie zu Angriffs- und Verteidigungszwecken eingesetzt werden kann. Wissenschaftler fordern daher, dass Staaten Vorschriften für den Einsatz von KI erlassen sollten, so wie sie bereits für andere Militärindustrien existieren.

## Regionale und nationale Regulation
Die regulatorische und politische Landschaft für KI ist ein emergentes Thema in regionalen und nationalen Rechtsordnungen weltweit, zum Beispiel in der Europäischen Union und in Russland. Seit Anfang 2016 haben viele nationale, regionale und internationale Behörden begonnen, Strategien, Aktionspläne und Grundsatzpapiere zu KI zu verabschieden. Diese Dokumente decken ein breites Spektrum an Themen ab, wie Regulierung und Governance sowie Industriestrategie, Forschung, Talente und Infrastruktur.
Die verschiedenen Länder haben das Problem auf unterschiedliche Weise in Angriff genommen. In Bezug auf die drei größten Volkswirtschaften wurde gesagt, dass „die Vereinigten Staaten einen marktorientierten Ansatz verfolgen, China einen staatlich gesteuerten Ansatz und die EU einen rechtsgesteuerten Ansatz“.

### Kanada
Die Pan-Canadian Artificial Intelligence Strategy (2017) wird durch Bundesmittel in Höhe von 125 Millionen kanadischen Dollar unterstützt und verfolgt das Ziel, die Zahl herausragender KI-Forscher und qualifizierter Hochschulabsolventen in Kanada zu erhöhen, Knotenpunkte wissenschaftlicher Exzellenz in den drei großen KI-Zentren zu schaffen, eine „globale Vordenkerrolle“ in Bezug auf die wirtschaftlichen, ethischen, politischen und rechtlichen Auswirkungen von KI-Fortschritten zu entwickeln und eine nationale KI-Forschungsgemeinschaft zu unterstützen. Das Canada CIFAR AI Chairs Program ist der Eckpfeiler der Strategie. Es wird über einen Zeitraum von fünf Jahren mit 86,5 Mio. kanadischen Dollar finanziert, um weltbekannte KI-Forscher anzuziehen und zu halten. Die kanadische Bundesregierung ernannte im Mai 2019 einen Beirat für KI, der untersuchen soll, wie man auf Kanadas Stärken aufbauen kann, um sicherzustellen, dass KI-Fortschritte kanadische Werte wie Menschenrechte, Transparenz und Offenheit widerspiegeln. Der Beirat für KI hat eine Arbeitsgruppe eingerichtet, die sich mit der kommerziellen Nutzung von sich in kanadischem Besitz befindlicher KI und Datenanalyse befasst. 2020 kündigten die Bundesregierung und die Regierung von Québec die Eröffnung des internationalen Kompetenzzentrums in Montréal für die Förderung der künstlichen Intelligenz an, das die verantwortungsvolle Entwicklung von KI vorantreiben soll. Im Juni 2022 hat die kanadische Regierung die zweite Phase der Pan-Canadian Artificial Intelligence Strategy eingeleitet. Im November 2022 hat Kanada den Digital Charter Implementation Act (Bill C-27) eingeführt, der drei Gesetze vorschlägt, die als holistisches Gesetzespaket für Vertrauen und Datenschutz beschrieben werden: den Consumer Privacy Protection Act (deutsch: Gesetz zum Schutz der Privatsphäre von Verbrauchern), den Personal Information and Data Protection Tribunal Act (deutsch: Gesetz zum Schutz persönlicher Daten) und den Artificial Intelligence & Data Act (AIDA; deutsch: Gesetz zu künstlicher Intelligenz und Daten).

### China
In China wird die Regulierung der KI hauptsächlich durch den „[A] Next Generation Artificial Intelligence Development Plan“ (deutsch: Entwicklungsplan für die nächste Generation der künstlichen Intelligenz) des Staatsrats der Volksrepublik China vom 8. Juli 2017 (Dokument Nr. 35 des Staatsrats) geregelt, in dem das Zentralkomitee der Kommunistischen Partei Chinas und der Staatsrat der VR China die leitenden Organe Chinas auffordern, die Entwicklung von KI bis 2030 zu fördern. Regulierungsbemühungen zu Fragen der ethischen und rechtlichen Unterstützung der KI-Entwicklung gewinnen Momentum und die Politik gewährleistet die staatliche Kontrolle über chinesische Unternehmen und über wertvolle Daten, einschließlich der Speicherung von Daten chinesischer Nutzer innerhalb des Landes und der obligatorischen Verwendung der nationalen Standards für KI der Volksrepublik China, auch für Big Data, Cloud Computing und industrielle Software. 2021 veröffentlichte China ethische Richtlinien für die Nutzung von KI in China, die besagen, dass Forschende sicherstellen müssen, dass KI allgemein anerkannte menschliche Werte achtet, stets unter menschlicher Kontrolle steht und die öffentliche Sicherheit nicht gefährdet. 2023 führte China vorläufige Maßnahmen für die Verwaltung generativer KI-Dienste ein.

### Europarat
Der Europarat ist eine internationale Organisation zur Förderung von Menschenrechten, Demokratie und Rechtsstaatlichkeit. Er umfasst 47 Mitgliedsstaaten, darunter alle 29 Unterzeichner der Erklärung der Europäischen Union zur Zusammenarbeit im Bereich der künstlichen Intelligenz von 2018. Der Europarat hat einen gemeinsamen Rechtsraum geschaffen, in dem die Mitglieder rechtlich verpflichtet sind, die in der Europäischen Menschenrechtskonvention verankerten Rechte zu garantieren. Speziell in Bezug auf KI „ist es das Ziel des Europarats, Überschneidungsbereiche zwischen KI und unseren Standards zu Menschenrechten, Demokratie und Rechtsstaatlichkeit zu identifizieren und relevante Lösungen zur Normsetzung oder zum Aufbau von Kapazitäten zu entwickeln“. Zu den zahlreichen einschlägigen Dokumenten, die der Europarat identifiziert hat, gehören Leitlinien, Chartas, Papiere, Berichte und Strategien. Die Verfasser dieser Dokumente zur Regulierung von KI sind nicht auf einen bestimmten Bereich der Gesellschaft beschränkt, sondern umfassen Organisationen, Unternehmen, Einrichtungen und Nationalstaaten.

### Europäische Union
Die EU ist eine der größten Jurisdiktionen der Welt und spielt eine aktive Rolle bei der globalen Regulierung der digitalen Technologie durch die DSGVO, den Digital Services Act und den Digital Markets Act. Für KI im Besonderen gilt der Artificial Intelligence Act von 2023 als die weitreichendste Regulierung von KI weltweit.
Die meisten Länder der Europäischen Union (EU) haben ihre eigenen nationalen Strategien zur Regulierung von KI, die jedoch weitgehend konvergent sind. Die Europäische Union orientiert sich an einer Europäischen Strategie für Künstliche Intelligenz, die von einer hochrangigen Expertengruppe für Künstliche Intelligenz unterstützt wird. Im April 2019 veröffentlichte die Europäische Kommission ihre Ethik-Leitlinien für vertrauenswürdige Künstliche Intelligenz (KI), im Juni 2019 folgten ihre Politik- und Investitionsempfehlungen für vertrauenswürdige Künstliche Intelligenz. Die hochrangige Expertengruppe der EU-Kommission für Künstliche Intelligenz arbeitet an vertrauenswürdiger KI. Die Kommission hat Berichte über die Sicherheits- und Haftungsaspekte von KI und über die Ethik automatisierter Fahrzeuge veröffentlicht. Im Jahr 2020 holte die EU-Kommission Stellungnahmen zu einem Vorschlag für eine KI-spezifische Gesetzgebung ein, ein Prozess der noch andauert.
Am 2. Februar 2020 veröffentlichte die Europäische Kommission ihr White Paper zur Künstlichen Intelligenz: Ein europäischer Ansatz für Exzellenz und Vertrauen. Das White Paper besteht aus zwei Hauptbausteinen, einem „Ökosystem der Exzellenz“ und einem „Ökosystem des Vertrauens“. Das „Ökosystem des Vertrauens“ umreißt den Ansatz der EU zur Schaffung eines Rechtsrahmens für KI. In ihrem Vorschlag unterscheidet die Kommission KI-Anwendungen danach, ob sie ein hohes Risiko darstellen oder nicht. Nur KI-Anwendungen mit hohem Risiko sollten in den Geltungsbereich eines künftigen EU-Rechtsrahmens fallen. Eine KI-Anwendung gilt als risikoreich, wenn sie in einem risikobehafteten Sektor (z. B. Gesundheitswesen, Verkehr oder Energie) eingesetzt wird und „in einer Weise verwendet wird, die wahrscheinlich erhebliche Risiken birgt“. Für KI-Anwendungen mit hohem Risiko gelten vor allem folgende Anforderungen: „Trainingsdaten“, „Daten und Aufzeichnungen“, „bereitzustellende Informationen“, „Robustheit und Genauigkeit“ und „menschliche Aufsicht“. Es gibt auch spezifische Anforderungen für bestimmte Anwendungen wie die biometrische Fernidentifizierung. KI-Anwendungen, die nicht als „risikoreich“ eingestuft werden, könnten durch ein freiwilliges Kennzeichnungssystem geregelt werden. Im Hinblick auf die Einhaltung und Durchsetzung der Vorschriften zieht die Kommission vorherige Konformitätsprüfungen in Betracht, die „Verfahren zur Prüfung, Inspektion oder Zertifizierung“ und/oder „Überprüfungen der Algorithmen und der in der Entwicklungsphase verwendeten Datensätze“ umfassen könnten. Eine europäische Governance-Struktur für KI in Form eines Rahmens für die Zusammenarbeit der zuständigen nationalen Behörden könnte die Umsetzung des Rechtsrahmens erleichtern. Ein Entwurf vom Januar 2021 wurde am 14. April 2021 online veröffentlicht, bevor die Kommission schließlich eine Woche später ihren offiziellen „Vorschlag für eine Verordnung mit harmonisierten Vorschriften für künstliche Intelligenz (Artificial Intelligence Act; deutsch: Gesetz über künstliche Intelligenz)“ vorlegte. Kurz darauf wurde das Gesetz zur künstlichen Intelligenz offiziell vorgeschlagen. Dies beinhaltet eine Feinabstimmung des risikobasierten Ansatzes von 2020 mit diesmal vier Risikokategorien: „minimal“, „begrenzt“, „hoch“ und „inakzeptabel“. Der Vorschlag wurde in der öffentlichen Debatte heftig kritisiert. Wissenschaftler sind besorgt über die verschiedenen unklaren Elemente des Vorschlags – wie die weit gefasste Definition dessen, was unter KI zu verstehen ist – und befürchten unbeabsichtigte rechtliche Auswirkungen, insbesondere für schutzbedürftige Gruppen wie Patienten und Migranten. Eine spätere Version des KI-Gesetzes wurde vom Europäischen Parlament am 14. Juni 2023 angenommen. Das KI-Gesetz wird voraussichtlich Ende 2025 oder Anfang 2026 in Kraft treten.
Beobachter haben ihre Besorgnis über die Häufung von Gesetzesvorschlägen unter der von der Leyen-Kommission zum Ausdruck gebracht. Die Geschwindigkeit der Gesetzesinitiativen wird teilweise von politischen Ambitionen der EU geleitet und könnte die digitalen Rechte der europäischen Bürgerinnen und Bürger, einschließlich des Rechts auf Privatsphäre, gefährden, insbesondere angesichts der unsicheren Garantien für den Datenschutz durch Cybersicherheit. Zu den erklärten Leitprinzipien in der breiten Palette der KI-Gesetzesvorschläge unter der von der Leyen-Kommission gehören die Ziele der strategischen Autonomie und das Konzept der digitalen Souveränität.

### Deutschland
Im November 2020 haben das deutsche Institut für Normung (DIN), das deutsche Institut für Echtheit (DKE) und das Bundesministerium für Wirtschaft und Energie die erste Ausgabe der „Deutschen Normungs-Roadmap für Künstliche Intelligenz“ (NRM KI) veröffentlicht und auf dem Digital-Gipfel der Bundesregierung der Öffentlichkeit vorgestellt. Die NRM KI beschreibt Anforderungen an künftige Regelungen und Normen im Kontext von KI. Die Umsetzung der Handlungsempfehlungen soll dazu beitragen, die deutsche Wirtschaft und Wissenschaft im internationalen Wettbewerb auf dem Gebiet der Künstlichen Intelligenz zu stärken und innovationsfreundliche Rahmenbedingungen für diese aufstrebende Technologie zu schaffen. Bei der ersten Auflage handelt es sich um ein 200 Seiten starkes Dokument, das von 300 Experten verfasst wurde. Die zweite Auflage der NRM KI wurde anlässlich des Digital-Gipfels der Bundesregierung am 9. Dezember 2022 veröffentlicht. Das DIN koordinierte mehr als 570 teilnehmende Experten aus den unterschiedlichsten Bereichen der Wissenschaft, Wirtschaft, Zivilgesellschaft und dem öffentlichen Sektor. Die zweite Auflage ist ein Dokument von 450 Seiten.
NRM KI deckt einerseits die Schwerpunktthemen in Bezug auf Anwendungen (z. B. Medizin, Mobilität, Energie & Umwelt, Finanzdienstleistungen, Industrieautomation) und Grundsatzfragen (z. B. KI-Klassifikation, Sicherheit, Zertifizierbarkeit, soziotechnische Systeme, Ethik) ab, andererseits gibt sie einen Überblick über die zentralen Begriffe im Bereich der KI und ihres Umfelds über ein breites Spektrum von Interessengruppen und Informationsquellen hinweg. Insgesamt deckt das Dokument 116 Normungsbedarfe ab und gibt sechs zentrale Handlungsempfehlungen.

### G7
Am 30. Oktober 2023 unterzeichnen die Mitglieder der G7 im Rahmen des Hiroshima-Prozesses elf Leitprinzipien für den Entwurf, die Herstellung und den Einsatz fortgeschrittener KI-Systeme sowie einen freiwilligen Verhaltenskodex für KI-Entwickelnde.
Die Vereinbarung erhielt den Beifall von Ursula von der Leyen, die in ihr die Grundsätze der KI-Richtlinie wiederfindet, die sich derzeit in der Fertigstellung befindet.

### Italien
Die italienische Datenschutzbehörde verabschiedete im Oktober 2023 eine Verordnung, die drei Grundsätze für von automatisierten Systemen getroffene therapeutische Entscheidungen (Gesundheitsbereich) vorsieht: Transparenz der Entscheidungsprozesse, menschliche Aufsicht über automatisierte Entscheidungen und algorithmische Nichtdiskriminierung.

### Spanien
Im Jahr 2018 verabschiedete das spanische Ministerium für Wissenschaft, Innovation und Hochschulen eine Forschungs- und Entwicklungsstrategie für künstliche Intelligenz.
Mit der Bildung der zweiten Regierung von Pedro Sánchez im Januar 2020 wurden die mit den neuen Technologien verbundenen Bereiche, die seit 2018 im Wirtschaftsministerium angesiedelt waren, gestärkt. So wurde im Jahr 2020 das Staatssekretariat für Digitalisierung und künstliche Intelligenz (SEDIA) geschaffen, von dem aus nach den Empfehlungen der Forschungs- und Entwicklungsstrategie für künstliche Intelligenz aus dem Jahr 2018 die Nationale Strategie für künstliche Intelligenz (2020) entwickelt wurde, die bereits Maßnahmen in Bezug auf die Governance künstlicher Intelligenz und die ethischen Standards, die ihre Nutzung regeln sollten, vorsieht. Dieses Projekt wurde außerdem in den Plan für Konjunktur, Transformation und Resilienz (2021) aufgenommen.
Im Laufe des Jahres 2021 gab die Regierung bekannt, dass diese Ideen durch eine neue staatliche Behörde entwickelt werden sollen, und der allgemeine Staatshaushalt für 2022 genehmigte ihre Einrichtung und stellte fünf Millionen Euro für ihre Entwicklung bereit.
Der Ministerrat leitete auf seiner Sitzung am 13. September 2022 das Verfahren für die Wahl des Hauptsitzes der AESIA ein. 16 spanische Provinzen reichten Bewerbungen ein, wobei sich die Regierung für La Coruña entschied, die das Gebäude „La Terraza“ vorschlug.
Am 22. August 2023 genehmigte die Regierung die Geschäftsordnung der neuen Behörde, womit Spanien das erste europäische Land wurde, das über eine Behörde für die Überwachung künstlicher Intelligenz verfügt und damit dem Inkrafttreten der künftigen europäischen Verordnung über künstliche Intelligenz vorgreift, die für die Mitgliedstaaten die Einrichtung einer Aufsichtsbehörde in diesem Bereich vorsieht.

### Vereinigtes Königreich
Das Vereinigte Königreich unterstützte die Anwendung und Entwicklung von KI in der Wirtschaft durch die Digital Economy Strategy 2015-2018, die Anfang 2015 von Innovate UK als Teil der UK Digital Strategy eingeführt wurde. Im öffentlichen Sektor beriet das Ministerium für Digitales, Kultur, Medien und Sport über Datenethik. Das Alan Turing Institute stellte Leitlinien für die verantwortungsvolle Gestaltung und Implementierung von KI-Systemen bereit. Was die Cybersicherheit betrifft, so hat das National Cyber Security Centre im Jahr 2020 einen Leitfaden zu „intelligenten Sicherheitstools“ herausgegeben. Im darauffolgenden Jahr veröffentlichte das Vereinigte Königreich seine auf zehn Jahre angelegte Nationale KI-Strategie, in der Maßnahmen zur Bewertung langfristiger KI-Risiken, einschließlich KI-bezogener Katastrophenrisiken, beschrieben werden.
Im März 2023 veröffentlichte das Vereinigte Königreich das White Paper A pro-innovation approach to AI regulation (deutsch: Ein innovationsfreundlicher Ansatz für die Regulierung von KI).„A pro-innovation approach to AI regulation“. Dieses White Paper stellt allgemeine KI-Grundsätze vor, lässt den bestehenden Regulierungsbehörden jedoch viel Spielraum bei der Anpassung dieser Grundsätze an spezifische Bereiche wie Verkehr oder Finanzmärkte. Im November 2023 veranstaltet das Vereinigte Königreich den ersten KI-Sicherheitsgipfel, wobei Premierminister Rishi Sunak das Ziel verfolgt, das Vereinigte Königreich als Vorreiter bei der Regulierung der KI-Sicherheit zu positionieren.

### Vereinigte Staaten von Amerika
Die Diskussionen über die Regulierung von KI in den Vereinigten Staaten umfassten Themen wie die Dringlichkeit einer Regulierung von KI, die Art des bundesstaatlichen Regulierungsrahmens zur Regulierung und Förderung von KI, einschließlich der Frage, welche Behörde federführend sein sollte, die Regulierungs- und Verwaltungsbefugnisse dieser Behörde und die Frage, wie die Vorschriften angesichts des raschen technologischen Wandels aktualisiert werden können, sowie die Rolle der bundesstaatlichen Regierungen und Gerichte.
Bereits 2016 hatte die Obama-Regierung damit begonnen, sich mit den Risiken und Vorschriften für künstliche Intelligenz zu befassen. In einem Bericht mit dem Titel Preparing For the Future of Artificial Intelligence (deutsch: Vorbereitung auf die Zukunft der künstlichen Intelligenz) hat der Nationale Wissenschafts- und Technologierat einen Präzedenzfall geschaffen, der es Forschern ermöglicht, neue KI-Technologien mit wenigen Einschränkungen weiterzuentwickeln. In dem Bericht heißt es, dass „der Ansatz für die Regulierung von KI-gestützten Produkten zum Schutz der öffentlichen Sicherheit auf einer Bewertung der Risikoaspekte beruhen sollte. …“ Diese Risiken wären der Hauptgrund für die Schaffung jeglicher Form von Regulierung, wobei davon ausgegangen wird, dass jegliche bereits bestehende Regulierung nicht für die KI-Technologie gelten würde.
Der erste Hauptbericht war der National Strategic Research and Development Plan for Artificial Intelligence (deutsch: Nationaler strategischer Forschungs- und Entwicklungsplan für künstliche Intelligenz). Am 13. August 2018 wurde mit Abschnitt 1051 des Fiscal Year 2019 John S. McCain National Defense Authorization Act (P.L. 115-232) die National Security Commission on Artificial Intelligence (deutsch: Nationale Sicherheitskommission für künstliche Intelligenz) eingerichtet, „um die Methoden und Mittel zu prüfen, die notwendig sind, um die Entwicklung von künstlicher Intelligenz, maschinellem Lernen und damit verbundenen Technologien mit dem Ziel voranzutreiben, die nationalen Sicherheits- und Verteidigungsbedürfnisse der Vereinigten Staaten umfassend zu erfüllen“. Die Nationale Sicherheitskommission für künstliche Intelligenz ist mit der Steuerung der Regulierung sicherheitsrelevanter KI betraut. Der Artificial Intelligence Initiative Act (S.1558) ist ein Gesetzentwurf, der eine Bundesinitiative zur Beschleunigung der Forschung und Entwicklung im Bereich der künstlichen Intelligenz vorsieht, unter anderem für die wirtschaftliche und nationale Sicherheit der Vereinigten Staaten.
Am 7. Januar 2019 veröffentlichte das Büro für Wissenschafts- und Technologiepolitik des Weißen Hauses im Anschluss an eine Executive Order zum Erhalt der amerikanischen Führungsrolle im Bereich der künstlichen Intelligenz den Entwurf eines Leitfadens für die Regulierung von Anwendungen der künstlichen Intelligenz, der zehn Grundsätze für US-Behörden bei der Entscheidung darüber enthält, ob und wie KI reguliert werden soll. Als Reaktion darauf hat das National Institute of Standards and Technology ein Positionspapier veröffentlicht, und das Defense Innovation Board hat Empfehlungen zur ethischen Nutzung von KI herausgegeben. Ein Jahr später rief die Regierung in einem weiteren Entwurf ihres Leitfadens zur Regulierung von Anwendungen der Künstlichen Intelligenz zur Stellungnahme auf.
Zu den anderen Behörden, die sich mit der Regulierung von KI befassen, gehört die Food and Drug Administration, die Wege zur Regulierung des Einsatzes von KI in der medizinischen Bildgebung geschaffen hat. Der Nationale Wissenschafts- und Technologierat hat außerdem den National Artificial Intelligence Research and Development Strategic Plan (deutsch: Nationaler Strategieplan für Forschung und Entwicklung im Bereich der künstlichen Intelligenz) veröffentlicht, der von der Öffentlichkeit geprüft wurde und Empfehlungen zur weiteren Verbesserung im Hinblick auf die Verwirklichung vertrauenswürdiger KI enthält.
Im März 2021 veröffentlichte die Nationale Sicherheitskommission für künstliche Intelligenz ihren Abschlussbericht. In dem Bericht heißt es: „Fortschritte in der KI, einschließlich der Realisierung allgemeinerer KI-Fähigkeiten in einer oder mehreren Dimensionen, werden voraussichtlich neue Fähigkeiten und Anwendungen ermöglichen. Einige dieser Fortschritte könnten zu Wendepunkten oder Kompetenzensprüngen führen. Solche Fortschritte können ferner neue Bedenken und Risiken mit sich bringen und neue Strategien, Empfehlungen und technische Fortschritte erforderlich machen, um sicherzustellen, dass die Systeme mit den Zielen und Werten wie u. a. Sicherheit, Robustheit und Vertrauenswürdigkeit, übereinstimmen. Die USA sollten die Fortschritte im Bereich der KI überwachen und die notwendigen Investitionen in Technologie und Politik tätigen, um sicherzustellen, dass KI-Systeme und ihre Nutzung mit unseren Zielen und Werten übereinstimmen.“
Die Senatoren Rob Portman und Gary Peters legten im Juni 2022 den Global Catastrophic Risk Mitigation Act vor. Dieser überparteiliche Gesetzesentwurf „würde auch dazu beitragen, der Gefahr entgegenzuwirken, dass künstliche Intelligenz ... in einer Weise missbraucht wird, die ein katastrophales Risiko darstellen könnte“. Am 4. Oktober 2022 stellte Präsident Joe Biden eine neue KI-Rechtsvorschrift vor, die fünf Schutzmaßnahmen umreißt, die Amerikaner im Zeitalter der KI haben sollten: 1. sichere und wirksame Systeme, 2. Schutz vor algorithmischer Diskriminierung, 3. Schutz persönlicher Daten, 4. Information und Transparenz und 5. Menschliche Alternativen, Reflexion und Ausweichmöglichkeiten. Der Gesetzentwurf wurde im Oktober 2021 vom Office of Science and Technology Policy (OSTP) eingebracht, einer Abteilung der US-Regierung, die den Präsidenten in Fragen der Wissenschaft und Technologie berät.
Im Januar 2023 wurde das New York City Bias Audit Law (Local Law 144) vom Stadtrat von New York City verabschiedet. Das ursprünglich für den 1. Januar 2023 vorgesehene Inkrafttreten des Local Law 144 wurde aufgrund der zahlreichen Kommentare, die während der öffentlichen Anhörung zu den vom Department of Consumer and Worker Protection (DCWP) vorgeschlagenen Regeln zur Klärung der Anforderungen des Gesetzes eingingen, verschoben. Es trat schließlich am 5. Juli 2023 in Kraft. Ab diesem Datum ist es Unternehmen, die in New York City tätig sind und Mitarbeiter einstellen, untersagt, automatisierte Tools zur Einstellung von Bewerbenden oder zur Beförderung von Mitarbeitenden zu verwenden, es sei denn, die Tools wurden von unabhängiger Seite auf mögliche Verzerrungen geprüft.
Im Juli 2023 sicherte sich die Biden-Harris-Administration freiwillige Verpflichtungen von sieben Unternehmen – Amazon, Anthropic, Google, Inflection, Meta, Microsoft und Open AI – zum Umgang mit den mit KI verbundenen Risiken. Die Unternehmen verpflichteten sich, dafür zu sorgen, dass KI-Produkte vor der Veröffentlichung sowohl internen als auch externen Sicherheitstests unterzogen werden; Informationen über das Management von KI-Risiken mit der Industrie, Regierungen, der Zivilgesellschaft und der Wissenschaft zu teilen; der Cybersicherheit Vorrang einzuräumen und unternehmenseigene KI-Systemkomponenten zu schützen; Mechanismen zu entwickeln, um die Nutzer darüber zu informieren, dass es sich um KI-Inhalte handelt, z. B. durch Wasserzeichen; öffentlich über die Fähigkeiten, Grenzen und Einsatzbereiche ihrer KI-Systeme zu berichten; der Erforschung gesellschaftlicher Risiken durch KI, einschließlich Voreingenommenheit, Diskriminierung und Datenschutzbedenken, Vorrang einzuräumen und KI-Systeme zur Bewältigung gesellschaftlicher Herausforderungen zu entwickeln, die von der Krebsprävention bis zur Eindämmung des Klimawandels reichen. Im September 2023 haben sich diesen Verpflichtungen acht weitere Unternehmen – Adobe, Cohere, IBM, Nvidia, Palantir, Salesforce, Scale AI und Stability AI – angeschlossen.
Die Biden-Administration kündigte im Oktober 2023 an, dass sie eine Verordnung erlassen würde, die die Kaufkraft der US-Regierung als Hebel für die Gestaltung von KI-Regulierungen nutzen würde, was auf eine proaktive Haltung der Regierung bei der Regulierung von KI-Technologien hindeutet. Am 30. Oktober 2023 veröffentlichte Präsident Biden diese Verordnung zur sicheren und vertrauenswürdigen künstlichen Intelligenz (engl.: Executive Order on Safe, Secure, and Trustworthy Artificial Intelligence). Die Verordnung befasst sich mit einer Vielzahl von Themen, wie z. B. der Konzentration auf Standards für kritische Infrastrukturen, KI-gestützte Cybersicherheit und staatlich finanzierte Projekte im Bereich der synthetischen Biologie.
Die Verordnung ermächtigt verschiedene Behörden und Ministerien der US-Regierung, darunter das Energie- und das Verteidigungsministerium, bestehende Verbraucherschutzgesetze auf die KI-Entwicklung anzuwenden.
Die Executive Order baut auf früheren Vereinbarungen der Regierung mit KI-Unternehmen auf, um neue Initiativen für „Red-Teaming“ oder Stresstests von KI-Grundlagenmodellen mit doppeltem Verwendungszweck einzurichten, insbesondere von solchen, die potenziell Sicherheitsrisiken bergen, wobei Daten und Ergebnisse mit der US-Regierung geteilt werden.
Die Verordnung erkennt außerdem die sozialen Herausforderungen von KI an und fordert Unternehmen, die KI-Grundlagenmodelle mit doppeltem Verwendungszweck entwickeln, auf, diese gesellschaftlichen Probleme zu berücksichtigen. So heißt es in der Verordnung beispielsweise, dass KI „die Qualität der Arbeitsplätze nicht verschlechtern“ und „keine Beeinträchtigungen des Arbeitsmarktes verursachen“ darf. Darüber hinaus schreibt Bidens Verordnung vor, dass KI „Gleichheit und Bürgerrechte“ fördern muss und Randgruppen nicht benachteiligen darf. Außerdem wird gefordert, dass die Grundlagenmodelle „Wasserzeichen“ enthalten sollen, damit die Öffentlichkeit zwischen menschlichen und KI-generierten Inhalten unterscheiden kann, was bei Forschenden, die sich mit der Erkennung von Fälschungen befassen, zu Kontroversen und Kritik geführt hat.

## Regulierung vollautonomer Waffensysteme
Rechtliche Fragen im Zusammenhang mit tödlichen autonomen Waffensystemen (LAWs), insbesondere die Einhaltung des Kriegsrechts, werden seit 2013 im Rahmen der Konvention über bestimmte konventionelle Waffen erörtert. 2014, 2015 und 2016 fanden informelle Expertentreffen statt. 2016 wurde eine Gruppe von Regierungssachverständigen den Vereinten Nationen eingesetzt, um das Thema weiter zu erörtern. Eine Reihe von Leitprinzipien zu LAWs, die von dieser Gruppe empfohlen wurden, wurde 2018 angenommen.
Im Jahr 2016 veröffentlichte China ein Positionspapier, in dem es die Angemessenheit des bestehenden Völkerrechts im Hinblick auf den Einsatz vollautonomer Waffen in Frage stellte. Damit war es das erste ständige Mitglied des UN-Sicherheitsrats, das dieses Thema ansprach, was zu Vorschlägen für eine globale Regulierung führte. Die Möglichkeit eines Moratoriums oder präventiven Verbots der Entwicklung und des Einsatzes von LAWs wurde auch von anderen nationalen Delegationen im Rahmen der Konvention über bestimmte konventionelle Waffen mehrfach angesprochen und wird von der Campaign to Stop Killer Robots – einer Koalition von Nichtregierungsorganisationen – nachdrücklich befürwortet. Die US-Regierung ist der Auffassung, dass das geltende humanitäre Völkerrecht in der Lage ist, die Entwicklung oder den Einsatz von LAWS zu regeln. Der Congressional Research Service gab 2023 an, dass die USA keine LAWs in ihrem Bestand haben, dass ihre Politik aber die Entwicklung und den Einsatz von LAWs nicht verbietet.